# Evgenij Kulikov
Evgenij Nikolaevič Kulikov (Bogdanovič, 25 maggio 1950) è un ex pattinatore di velocità su ghiaccio sovietico, dal 1991 russo.

## Palmarès

### Olimpiadi
- Oro a Innsbruck 1976 nei 500 metri.
- Argento a Lake Placid 1980 nei 500 metri.